# Solanum longiconicum
Solanum longiconicum är en potatisväxtart som beskrevs av Friedrich August Georg Bitter. Solanum longiconicum ingår i släktet skattor som ingår i familjen potatisväxter. Inga underarter finns listade i Catalogue of Life.

## Bildgalleri

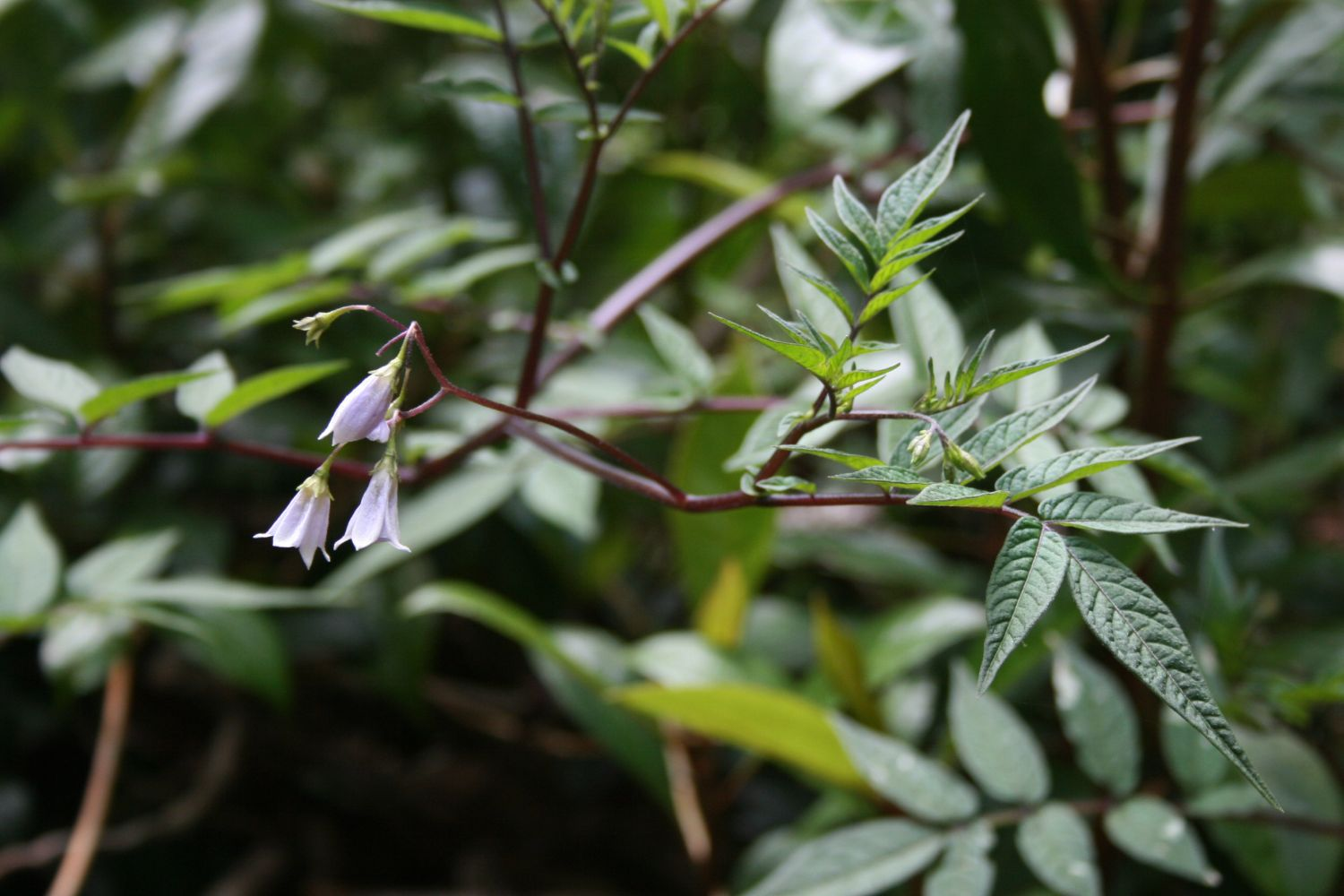
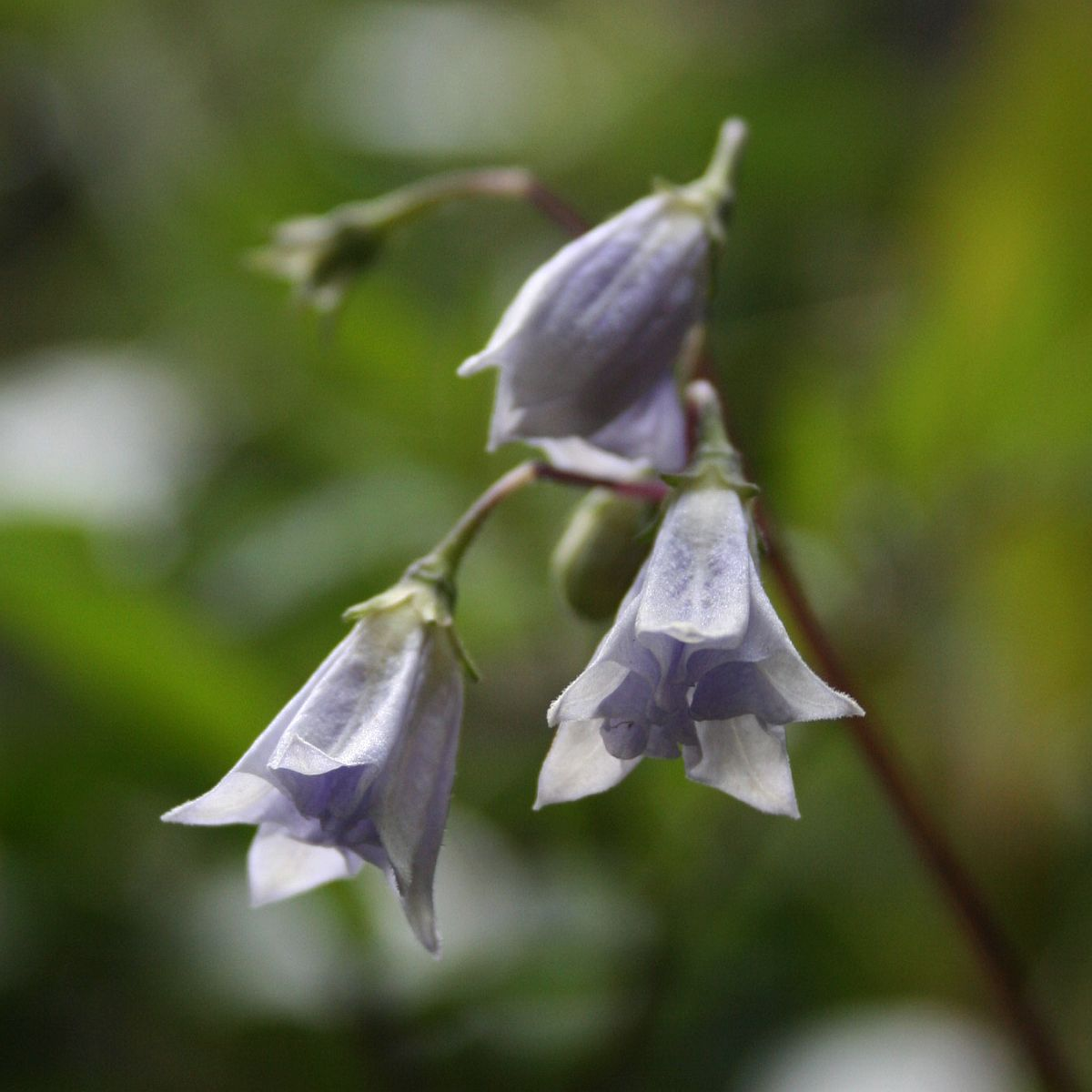